# Pablo Ansaldo
Pablo Ansaldo   (Guayaquil, 2 de març de 1935 - Guayaquil, 31 d'octubre de 2016) fou un futbolista equatorià de la dècada de 1960 i entrenador.
Fou internacional amb la selecció de l'Equador. Pel que fa a clubs, defensà els colors de Barcelona SC.